# Polyrhachis sericata
Polyrhachis sericata är en myrart som först beskrevs av Guérin-Méneville 1831.  Polyrhachis sericata ingår i släktet Polyrhachis och familjen myror.

## Underarter
Arten delas in i följande underarter:
- P. s. glabra
- P. s. nitidissima
- P. s. nitidiventris
- P. s. pruinosula
- P. s. sericata